# デネ・コーカサス大語族

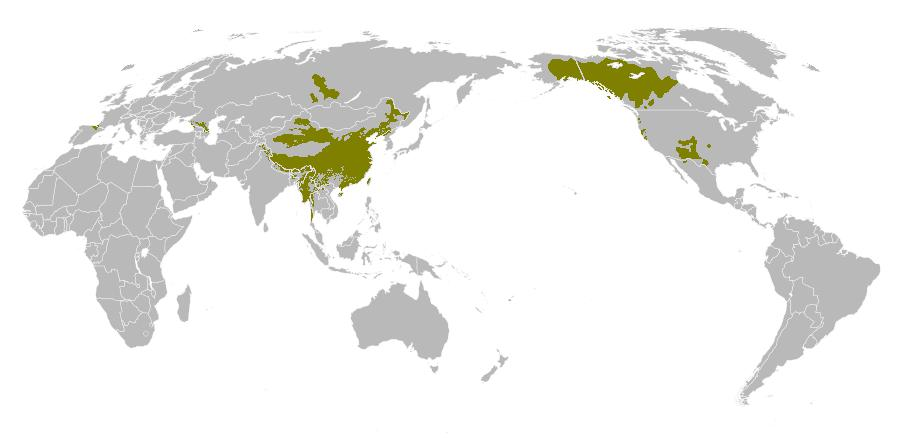

デネ・コーカサス大語族（デネ・コーカサスだいごぞく、Dené–Caucasian languages）とは仮説段階の大語族。シナ・チベット語族、北コーカサス語族（北東コーカサス語族、北西コーカサス語族）、バスク語、シュメール語、ブルシャスキー語、デネ・エニセイ語族、（ナデネ語族、エニセイ語族）を含む。Edward Vajda（2008）によるデネ・エニセイ語族はある程度受け入れられているものの、その他の言語間の同系性は歴史言語学者の間では受け入れられていない。

## 大語族としての位置づけ
- ボレア大語族
  - ノストラティック大語族
    - ユーラシア大語族
    - アフロ・アジア語族、ドラヴィダ語族、アメリンド大語族

  - デネ・コーカサス大語族
  - オーストリック大語族

## 遺伝子との相関
デネ・コーカサス語族が仮に成立するとすれば、このグループはハプログループQ (Y染色体)（デネ・エニセイ語族話者に高頻度）とハプログループR (Y染色体)（バスク語、コーカサス諸語話者に高頻度）の共通祖先ハプログループP (Y染色体)の子孫の系統の言語ということになる可能性がある。予察の域を出ないが、全球規模の大スケールで遺伝子と語族が相関している可能性がある。